# Cendrecourt
 Cendrecourt  es una población y comuna francesa, situada en la región de Franco Condado, departamento de Alto Saona, en el distrito de Vesoul y cantón de Jussey.

## Demografía
| 318 | 268 | 242 | 214 | 214 | 233 | 218 |
| Para los censos de 1962 a 1999 la población legal corresponde a la población sin duplicidades (Fuente: INSEE [Consultar]) |     |     |     |     |     |     |